# Fresne-lès-Reims
Fresne-lès-Reims je bývalá francouzská obec v departementu Marne v regionu Grand Est. V roce 2014 zde žilo 425 obyvatel.
K 1. lednu 2017 byla sloučena s obcí Bourgogne a vznikla nová obec Bourgogne-Fresne.

## Vývoj počtu obyvatel
Počet obyvatel